# Vulcain (Band)
Vulcain ist eine französische Heavy-Metal-Band aus Paris.
Sie wurde noch vor der Veröffentlichung ihres Debütalbums zu einer der populärsten französischen Metal-Bands und löste sich 2000 nach Streitigkeiten auf. Seit Ende 2009 ist die Band in der Besetzung von 2000 wieder aktiv. Die einzigen konstanten Mitglieder sind die Brüder Daniel und Vincent Puzio.
Der Name ist an die römische Gottheit Vulcanus angelehnt, die im Französischen Vulcain genannt wird.

## Geschichte
Die Band wurde 1981 von den Brüdern Daniel (Gitarre und Gesang) und Vincent Puzio (Bass) in Paris gegründet. Zur ersten vollen Besetzung gehörten außerdem Didier Lohezic (Gitarre) und Richard (Schlagzeug). Geprobt wurde anfangs bei Lohezic, wenn dessen Eltern über das Wochenende abwesend waren. Nachdem sie anfangs Stücke von Bands wie Grand Funk Railroad, Ten Years After, AC/DC und Motörhead nachspielten, wurden sie aufgrund des Zuspruchs ihres Umfelds zu einer richtigen Band und schrieben ihre eigene Musik. Richard trennte sich nach kurzer Zeit freundschaftlich von der Band und überließ den Posten Franck Vilatte, einem Freund aus dem Umfeld der noch namenlosen Band. Den Namen Vulcain schlug der Cousin von Didier Lohézic vor.
1983 bot die englische Plattenfirma Ebony Records Vulcain an, sich am Sampler Metal Plated zu beteiligen, und die Band eröffnete für Motörhead im Rahmen einiger Tourneedaten. Noch bevor sie ein Album herausbringen konnte, wurde die Band eine der bedeutendsten im französischen Metal. 1984 wurde das Debütalbum Rock ’n’ Roll secours im Studio Maunoir in Genf eingespielt und über Devil’s Records veröffentlicht. Dem Album folgte 1985 die 12″-Single La Dame de Fer. 1985 musste Franck Vilatte Vulcain wegen persönlicher Probleme verlassen. Da bereits ein Studio für das nächste Album reserviert war, suchte die Band nach einem neuen Schlagzeuger; Pierre Guiraud, der Sänger von Satan Jokers, stellte ihnen Marc Varez vor, der im Mai 1985 aufgenommen wurde. Nach zwei Wochen voll intensiver Proben nahm die Band ihr zweites Album Desperados auf, das über Riff Records erschien und von Virgin vertrieben wurde. Im November 1985 gingen Vulcain und die englische Band Rogue Male zusammen auf Tournee, zu der unter anderem ein Auftritt im laut der Band „vum Bersten vollen“ Eldorado in Paris, das „leider seitdem für Rock-Musik nicht mehr zugänglich ist“,gehörte. Vulcain und Rogue Male wurden befreundete Bands und traten im Anschluss auch in den Niederlanden auf. Die Band erwähnt für 1985 Ernennungen zur besten französischen Band, ihres Werks Desperados zum besten Album, Vincent Puzios zum besten Bassisten, von Richard, das dem ehemaligen, bei einem Motorradunfall verstorbenen, Vulcain-Schlagzeuger Richard gewidmet wurde, zum besten Lied, und der Desperados-Tournee zur besten Bühnenleistung des Jahres; in einer Leserumfrage im Enfer-Magazin wurde die Band als populärste einheimische Gruppe noch vor Trust platziert.
Im August 1986 spielten Vulcain und die englische Band Chariot zusammen im Marquee Club in London. Im November 1986 folgte ein Auftritt im Vorprogramm von Iron Maiden und W.A.S.P. im Palais Omnisports de Paris-Bercy, einer Mehrzweckhalle mit einem Fassungsvermögen von 17.000 Personen; außer Trust und Vulcain spielte keine französische Heavy-Metal-Band in den 1980er-Jahren im Bercy. Danach erschien ihr drittes Album Big Brothers, und im Dezember trat die Band erneut in London im Marquee Club und dem Electric Ballroom auf.
Im März 1987 gingen Vulcain und Chariot zusammen auf eine Tournee durch Frankreich, die Schweiz, Belgien, England, Italien, Deutschland und die Niederlande. Im Mai 1987 wurde das Album Live Force bei zwei Auftritten im Locomotive in Paris aufgenommen. Der schnelle Aufstieg der Band hatte Konflikte mit Produzenten und Prozesse gegen diese zur Folge; infolgedessen legte die Band eine Pause von mehreren Monaten ein, die sich letztlich auf zwei Jahre erstreckte und den Ausstieg von Didier Lohezic mit sich brachte, der dieses Geschäfts überdrüssig war. Zur Trennung von Lohezic trugen laut Daniel Puzio und Marc Varez auch persönliche Gründe bei. Lohezic hörte laut Daniel Puzio um die Zeit auf, Gitarre zu spielen. Die beiden sind nach wie vor befreundet und arbeiten außerdem zusammen.
In den späten 1980er-Jahren brachte die Band ihre Diskographie auf CD neu heraus, unterschrieb bei Musidisc und dachte über eine Evolution und Modernisierung ihres Auftretens nach; der Stilwechsel mit Transition, das mit dem neuen Gitarristen Franck Pilant aufgenommen wurde, kam laut der Band in Kritiken gut an, jedoch nicht bei allen Anhängern. Mit diesem Album gingen auch die Verkäufe zurück. Nach einigen Tourneen verließ Pilant die Band; er wurde durch Marcos Arrieta ersetzt. Die Band nahm auf Korsika ihr fünftes Studioalbum Big Bang auf, das 1992 erschien. Nach Spannungen innerhalb der Gruppe stieg Arrieta wieder aus. Nach seinem Ausstieg entschieden die Gebrüder Puzio und Varez sich für eine Fortführung als Trio und einen erneuten Stilwechsel. Außerdem wechselten sie die Plattenfirma und unterschrieben bei MixIt (Vertrieb über PIAS) und veröffentlichten 1994 das Album Vulcain. Außerdem nahmen in Pau bei einem Konzert mit Killers und in der Locomotive in Paris das Album Atomic Live auf, das 1996 über Media7 erschien.
Die Plattenfirma XIIIBis Records bot Vulcain die Veröffentlichung einer Kompilation an, die Vincent Puzio Compilaction nannte und die unter diesem Titel 1997 veröffentlicht wurde. Im Studio Polygone in Toulouse nahm die Band Stoppe la Machine auf, das 1998 erschien. Trotz einiger Auftritte mit Motörhead unter anderem im Pariser Bataclan, und mit Deep Purple, schien dies das Ende ihrer Karriere zu sein. Es folgten einige weitere Konzerte, und Daniel Puzio weigerte sich, seine Band aufzulösen, was zu Spannungen mit Marc Varez führte; dieser verließ die Band im April 2000, gründete seine eigene Band Blackstone und unterschrieb (noch vor der Trennung von Vulcain) für zwei Alben bei XIIIBis Records und für ein drittes bei Brennus. Vincent Puzio eröffnete ein Geschäft für Musikinstrumente in Paris und hatte kein Interesse mehr, selbst Musik zu spielen. Daniel Puzio gründete mit Mitgliedern der Band H Bomb, die in den 1980er-Jahren oft mit Vulcain aufgetreten war, die Band Mr Jack. Das Debütalbum von Mr Jack erschien 2009 über Bernett Records. Obwohl die Anhänger und Freunde der Band sowie Philippe Michel, der Veranstalter des Paris Metal France Festival, immer wieder nach einer Rückkehr der Band fragten, blieben Daniel Puzio und Marc Varez hartnäckig und schlossen erneute Vulcain-Auftritte aus. Im Januar 2009 traten beim Paris Metal France Festival in der Locomotive sowohl Blackstone als auch Mr Jack auf, wo die zerstrittenen Musiker sich diskret und symbolisch die Hände reichten. Außerdem begegneten sie sich bei weiteren Konzerten in Paris, jedoch ohne Andeutungen einer eventuellen Wiedervereinigung. Im Oktober 2009 schlug Vincent Puzio die Wiedervereinigung der Band vor, und im November 2009 probten die drei Musiker wieder zusammen und verkündeten offiziell die Rückkehr Vulcains. Aufgrund der Verpflichtungen bei Vulcain wurden die Musiker bei Blackstone und Mr Jack weniger aktiv. Vincent Puzio betrieb neben Vulcain weiterhin sein Geschäft für Musikinstrumente.
Am 16. April 2010 gab die Band im Club Chez Paulette in der Nähe von Nancy ihr erstes Konzert seit der Wiedervereinigung. Es folgten Auftritte beim Hellfest (mit unter anderem Loudblast und Blaspheme sowie Saxon und Motörhead), in Belgien, Kanada, der Schweiz und Paris, wo die Band im Trabendo ihre erste DVD aufnahm, sowie am 14. Dezember 2010 in Lyon im Vorprogramm von Motörhead. Beim Konzert in Paris spielte die Band mit ihrem alten Gitarristen Didier Lohezic. Der Fernsehsender Arte berichtete außerdem im Magazin Tracks über die Band. Die Plattenfirma XIII Bis Records veröffentlichte eine Box mit den ersten drei Vulcain-Alben, die von Varez neu gemastert wurden. 2011 spielte die Band erneute Auftritte in Frankreich und dem Ausland, unter anderem beim Headbangers Open Air in Deutschland und dem französischen Montereau-Festival. Anfang Mai 2011 erschien En revenant…, die erste Live-DVD der Band zusammen mit einer CD über XIII Bis Records. Auf diesem spielte sie hauptsächlich Material vom Debütalbum, aber auch ein in den 1990er-Jahren geschriebenes, unveröffentlichtes Lied mit dem Titel Les droits de l’homme; außerdem enthält die DVD das Musikvideo zu Soviet suprême; andere Aufnahmen wurden wegen ungenügender Bildqualität nicht hinzugefügt, und Dokumentationen aus den 1980er-Jahren nicht auf der DVD veröffentlicht werden, da die Rechte dafür zusätzliche Kosten bedeutet hätten und die Band ohnehin ihr Budget für die DVD überschritten hatte. Die Band schließt eine künftige Veröffentlichung mit Archivaufnahmen jedoch nicht aus. Am 9. Dezember 2011 spielte die Band in der Pariser Halle Le Divan du Monde.
2012 ging die Band in Marc Varez’ Studio La Grange 69, um ihr nächstes Album aufzunehmen. Ab April 2012 ging die Band erneut auf Tournee und trat zusammen mit Norbert „Nono“ Krief, dem Gitarristen von Trust, in der Normandie auf, spielte im Norden in Arras und beim Festival Land‘n’Rock sowie in Grenoble und der Schweiz. Außerdem spielte die Band in der Bretagne beim Samaïn Festival. Das ursprünglich für Ende 2012 geplante Album wurde inzwischen für den 22. April 2013 angekündigt.

## Musikstil und Texte
Als Einflüsse gibt die Band Ten Years After, MC5, Grand Funk Railroad, AC/DC und Motörhead an. Vergleiche mit Motörhead fielen auch oft in Kritiken, bis hin zur Bezeichnung als „französische[r] Ableger von Lemmy und seinen Mannen“ beziehungsweise Motörhead-Kopie; The Beast vom Slayer-Fanzine empfahl das Debütalbum Anhängern von Lemmy Kilmisters Gesang, sofern sie kein Problem mit der französischen Sprache haben sollten, und Oliver Klemm vom Metal Hammer die Single La Dame de Fer „Fans dieses Stils […], zumal vom Meister persönlich momentan noch nichts neues zu vermelden ist. Eine gute Kopie tut’s manchmal auch.“ Die Band selbst störten die Motörhead-Vergleiche nicht, im Gegenteil sei dies für Daniel Puzio eher schmeichelhaft und Marc Varez lieber als andere Vergleiche, und Daniel Puzio ist nach eigener Aussage stolz darauf. Er übernahm anfangs auch Lemmy Kilmisters Mikrophoneinstellung, orientierte sich optisch an diesem und nutzte das gleiche Gitarrenmodell wie Fast Eddie Clarke, und sein Bruder Vincent verwandte das gleiche Rickenbacker-Modell wie Lemmy. Daniel Puzio ist nach wie vor Anhänger von Motörheads Frühwerk, jedoch nicht der späteren Alben mit Phil Campbell.
Die Band entfernte sich mit der Zeit vom an Motörhead angelehnten Stil; laut Nestor von Music Waves ergibt dieser Vergleich bei Big Brothers keinen Sinn mehr, wobei die Band sich auch schon auf dem Vorgänger Desperados von diesen Einflüssen entfernt habe. Auf diesem Album finden sich unter anderem die Hard-Rock-Stücke Kadhafi und Faire Du Rock, der Coluche gewidmete Blues-Titel Jeudi 19 Juin und mit On nous cache tout ein Stück von Jacques Dutronc. Neben den typischen Instrumenten wurden Keyboard, Mundharmonika, Saxophon, Akustikgitarre und Banjo verwandt. Die Band selbst ist mit der Arbeit mit dem Produzenten sowie der Produktion unzufrieden und hat Big Brothers nach eigenen Angaben zu schnell nach Desperados veröffentlicht, statt die Kompositionen etwas reifen zu lassen. Das Album enthalte aber sehr gute Kompositionen, die nicht angemessen realisiert worden seien.
Erste Demoaufnahmen mit Franck Pilant wurden im Metal Hammer „zwischen Speed und Rock ’n’ Roll“ eingeordnet. Dort wurden Vulcain, Trust und Squealer in einem Bericht über die französische Szene zu den besten Bands Frankreichs gezählt. Der in den 1980er-Jahren mit dem Album Transition vollzogene Stilwechsel weg von Motörhead wurde laut der Band in Kritiken gelobt, aber von einigen Anhängern nicht akzeptiert. Holger Stratmann vom Rock Hard war „[z]war […] nicht über die komplette Discographie dieses Quartetts informiert“, sah aber eine unbestreitbare Steigerung; zwar werde das Album „erwartungsgemäß mit einem harten Speedhammer und einem simplen (aber sehr guten) Riff eröffnet, die nachfolgenden ‚Sophie‘ und ‚Rocking Chair‘ überraschen allerdings mit Rush- oder Fates Warning-beeinflußten Gitarrenparts. Trotzdem verzichten VULCAIN nicht auf das nötige Tempo. Ein Großteil der Songs wird flott gespielt, und immer wieder bekommt man eine originelle Gitarreneinlage zu hören - so wird das schnelle ‚Rock ’n’ Roll Star‘ von einem Vai-mäßigen Gitarrenlauf bestimmt. Wie ihr seht, ist ‚Transition‘ ein sehr abwechslungsreiches Metal-Album geworden, da fallen auch die französischen Texte nicht weiter ins Gewicht.“ Nach Arrietas Ausstieg entschied die Band, ein rock-lastigeres Album aufzunehmen. Nestor von Music Waves erinnerte Surfing in Hawaï an Joe Satriani.

## Diskografie
- 1983: Vulcain auf Metal Plated
- 1984: Rock ’n’ Roll secours
- 1985: La Dame de Fer (12″-Single)
- 1985: Desperados
- 1986: Big Brothers
- 1987: Live Force (Livealbum)
- 1989: Transition
- 1992: Big Bang
- 1994: Vulcain
- 1996: Atomic Live (Livealbum)
- 1997: Compilaction (Kompilation)
- 1998: Stoppe la Machine
- 2011: En revenant… (Live-DVD)